# Коминтерна
Коминтерна (Комунистичка интернационала), или Трећа интернационала, је била наставак Интернационала које су раније имале сврху комунистичке организације.
До формирања Коминтерне, постојале су две интернационале, створена на заседању у Базелу и Копенхагену.
Коминтерна је настала по идеји Лењина.
Укупно је од оснивања, па све до распуштања Коминтерне 1943. године одржано седам конгреса.
Други конгрес је одржан јула-августа 1920, трећи јуна и јула 1921, четврти новембра и децембра 1922, пети јуна и јула 1924, шести јул-септембар 1928. и седми, последњи јул-август 1935.
Као резултат стварања Коминтерне, створено је јединство радничких партија Европе и успостављен је колосек на новом друштвеном уређењу у многим земљама-социјализму.

## Оснивање Треће Интернационале
Након слома Централних сила у Првом светском рату и револуционарних побуна у земљама некадашњег империјалног блока, створена је база за обједињавање комунистичких (радничких) партија у Трећу Комунистичку Интернационалу (Коминтерну)
4. марта 1919. у Москви, на Првом конгресу комунистичких партија разних земаља на иницијативу Лењина и бољшевика основана је Трећа Комунистичка Интернационала (Коминтерна)
На конгресу је присуствовало 310 делегата, а конгрес је Лењин отворио, након чега је примљен нови програм партије.
Конгрес је формирао Извршни комитет Коминтерне (ИККИ).
На тај начин начин створена је међународна револуционарна пролетерска организација новог типа.
За председника Коминтерне изабран је Григориј Зиновјев, а за секретара Георги Димитров.
До Лењинове смрти активност Коминтерне је била велика и значајна, јер је у њој већ било укључено 65 чланица. 
Избором Стаљина на челу совјетске државе и генералног секретара ЦК СКП (б) (Централни Комитет Совјетске Комунистичке Партије Бољшевика)дошло је до првих несугласица са Лењином које су скриване од јавности.
Тако ће Лењин пред своју смрт написати писмо којим ће критиковати Стаљинову политику и тражити његову смену.
Писмо ће бити прочитано тек на XX Конгресу СКП (б) 1956. када ће се осудити „Култ Стаљинове личности“ и Стаљинизам као систем.

## Коминтерна у условима блокаде Русије
Догађаји везани за Октобарску револуцију и долазак бољшевика на власт у Русију, утицало је да снаге Антанте изврше војну интервенцију и врате пређашње стање.
Тако је у Русији почео Руски грађански рат између комуниста и белогардејаца.
Контрареволуционарне снаге белогардејаца, које је предводио генерал Александар Колчак поражене су.
Трупе Црвене армије су заузеле већи део земље, па су велике силе 1920. обуставиле интервенцију.
Нови почетак сукоба избио је када је генерал пољски генерал Јозеф Пилсудски кренуо да осваја Галицију и Белорусију. Слом и овог Врангеловог покушаја значио је и завршетак интервенције у Русији и грађанског рата.
У редовима Црвене армије још су се тада прославили истакнути команданти: Михаил Тухачевски, Семјон Буђони, Михаил Фрунзе, Климент Ворошилов и други.
За то време, Коминтерна није имала ни један конгрес. 
Нови модел целокупног комунистичког блока, а посебно СКП (б) биће донет на X Конгресу СКП (б).
У редовима Интернационале су се јавила и прва супротна гледишта по питању лењинистичког учења.
На Конгресу је донет прелаз на нову економску политику, познатији као план „НЕП“.
Оваква линија биће прихваћена и на IV конгресу Коминтерне (1922), у Лењиновом реферату.

## Коминтерна у држави СССР
У децембру 1922. одржан је I Свесавезни конгрес Совјета где је на предлог Лењина и Стаљина државна заједница совјетских народа добила назив Савез Совјетских Социјалистичких Република (СССР)
Дошло је до нових борби унутар саме организације када је Лав Троцки почео да напада бољшевистичку партију и прикупља уза се већи број комуниста који су напустили лењинистичко учење.
Већ 1924. године, Троцки штампа чланак „Поуке Октобра“ у којима је покушао да да лењинизам замени новим правцем, који је касније био присутан код сваког вида одступања од комунизма-троцкизмом.
Велику тешкоћу комуниста представљала је Лењинова смрт 21. јануара 1924. у Горкама код Москве.
 Највећи проблем Коминтерне по Лењиновој смрти био је троугао Зиновјев-Троцки-Сокољников.
У вези с тим, XV партијска конференција СКПЈ (б) (новембра 1926) и проширени Пленум ИККИ (децембра 1926) стављају у први план како се борити против овог блока, којег су представљали људи високо рангирани у комунистичкој хијерархији.
На заједничком састанку ЦК и ИККИ 14. новембра 1927. искључени су из партије Лав Троцки, Сокољников и Зиновјев као фракционаши и разбијачи.
После Зиновјева, место председника се додељује Николају Бухарину до 1928, када његово место преузима Димитров.

## Седми Конгрес Коминтерне
Седми и последњи конгрес Коминтерне је почео 25. јула, а завршио се 20. августа 1935. године у раскошном здању царске породице Романов у Москви.
На конгресу је учествовало 65 партија, од 76 учлањених у Комунистичку Интернационалу.
На овом конгресу КПЈ је представљало много делегата. Њени званични чланови били су: Милан Горкић, (у име ЦК) и Благоје Паровић. Као партијски представници у раду конгреса учествовали су још и Владимир Чопић и Јосип Броз Тито, са псеудонимом „Валтер“, коју је тада радио у Балканском секретаријату Коминтерне.
На последњем конгресу Коминтерне су донете одлуке које су утицале на снажан заокрет у политици комунистичког покрета у свету.

## Коминтерна за време великих чистки
Године 1936. и 1937. узеле су велике размере стаљинистичке чистке које су преполовиле комунистички блок и однеле преко милион људи. Према књизи коју је објавио југословенски комуниста Живојин Павловић „Биланс совјетског термидора“, у великим чисткама су страдала и 600 југословенска комуниста.
Само 1937. године, у року од два месеца пострељано је 10% осуђеника у самом Совјетском Савезу.
Чистке унутар партије, Стаљин је спроводио преко службе НКВД, која је вршила масовне егзекуције осуђеника.
Поред тога, за време чистки, радили су и гулази смрти широм Совјетског Савеза: Лубјанка (код Москве), Јежовшчина (названа по вођи НКВД Николају Јежову, који је и сам пао у чисткама), Краснојдарск и Сибирски гулази.
Пресуде за ликвидацију су доношене углавном на тајним партијским суђењима, где су људи проглашавани за: кулаке, троцкисте, бухариновце, малограђане, буржује, петоколонаше, фракционаше, националисте итд.
Највише је страдала политичка популација, па затим војна и на крају цивилна.
Судски процеси су често били јавни. 
У овим великим чисткама настрадало је највише совјетских комуниста: 
Григориј Зиновјев (1936), Николај Бухарин (1938), Лав Камењев (1936), Михаил Тухачевски (1937), Григориј Орџоникидзе (1937), Николај Јежов (1940), Генрих Јагода (1938) и многи други који су се замерили Стаљиновој диктатури.
У овим чисткама осуђено је погубљено такође и много југословенских револуционара који су радили за Коминтерну. Међу 600 ликвидирана, најзначајнији су:
Војислав Вујовић (1936), Филип Филиповић (1938), др Сима Марковић (1938), Стјепан Цвијић (1938), Владимир Чопић (1939), Гргур Вујовић (1937), Коста Новаковић (1938), Јован Малишић (1938), Милан Горкић (1937), Антун Маврак (1938), Хорвај Вилм (1938) и многи други.
Један део југословенских револуционара је убијен и за време Шпанског грађанског рата.
Коминтерна више није била у рукама комуниста, већ једино у Стаљиновом власништву. Коминтерни су Стаљиновим чисткама нанети тешки ударци, јер су већина њених чланова отишли без праве кривице.
Након Стаљинове смрти 1953. године, највећи број жртава Совјетског термидора биће рехабилитован.